# Лорийская область
Лори́йская о́бласть (арм. Լոռու մարզ) или Лори́ (арм. Լոռիо файле [lɔˈri]) — административно-территориальная единица на севере Армении. Область занимает восточную часть провинции Гугарк исторической Армении и северные хребты провинций Ниг и Айрарат. Нынешная Лорийская область образовалась в результате объединения Туманянского, Гугаркского, Спитакского, Степанаванского и Калининского районов, входящих в состав Армянской ССР, в результате реформ 1995 года.
На севере страны Лорийская область граничит с Грузией, на востоке — с Тавушской областью, на юго-востоке — с Котайкской областью, на юго-западе — с Арагацотнской областью, на западе — с Ширакской областью. Административный центр — Ванадзор, другие города — Степанаван, Спитак, Туманян, Алаверди, Ташир, Ахтала.

## Административное деление
| Община     | Население | Площадь | Центр           | Населённые пункты |
| ---------- | --------- | ------- | --------------- | --- |
| Ванадзор   | 86 500    | 190 км2 | Ванадзор        | город Ванадзор, Гугарк, Шаумян, Дарпас |
| Алаверди   | 33 100    | 620 км2 | Алаверди        | город Алаверди, город Ахтала, Акори, Ахпат, Цахкашат, Джилиза, Шамлуг, Чочкан, Мец Айрум, Покр Айрум, Нехоц, Шнох, Техут, Каркоп, Одзун, Айгеат, Аревацаг, Ардви, Цатер, Кармир Ахек, Агви, Мгарт, Амож.                                                 |
| Лори-Берд  | 5 100     | 180 км2 | село Лори-Берд  | Лори-Берд, Агарак, Бовадзор, Лежан, Кохес, Овнанадзор, Яхдан, Свердлов, Урут. |
| Степанаван | 13 500    | 230 км2 | Степанаван      | город Степанаван, Арманис, Урасар, Катнахпюр. |
| Спитак     | 38 600    | 480 км2 | Спитак          | город Спитак, Аревашох, Арджовит (Курсали), Гегасар, Гогаран, Лернацк, Нор Лернацк, Лернаван, Лусахпюр, Хнкоян, Цахкабер, Катнаджур, Артагюх, Мец-Парни, Нор-Хачакап, Ширакамут, Шенаван, Джрашен, Сараландж, Сараарт, Сарамедж, Карадзор.               |
| Ташир      | 21 800    | 810 км2 | Ташир           | город Ташир, Благодарное, Гетаван, Даштадем, Лернаовит, Катнарат, Круглая Шишка, Медовка, Мегваовит, Новоселово, Норамут, Саратовка, Метаван, Дзюнашох, Михайловка, Пахахпюр, Сарчапет, Арцни, Апавен, Норашен, Привольное, Петровка, Дзорамут, Гогаван. |
| Памбак     | 12 200    | 470 км2 | село Памбак     | Памбак, Антарамут, Арчут, Азнвадзор, Базум, Дебет, Дзорагет, Дзорагюх, Ехегнут, Лернаджюр (Алавар), Лернапат, Маргаовит, Караберд, Ваагни, Ваагндзор. |
| Туманян    | 5 700     | 350 км2 | Туманян         | город Туманян, Атан, Агнидзор, Дсех, Лорут, Марц, Чкалов, Кариндж. |
| Гюлагарак  | 7 700     | 135 км2 | село Гюлагарак  | Гюлагарак, Амракиц, Гаргар, Куртан, Обардзский, Пушкино, Вардаблур. |
| Лермонтово | 900       | 92 км2  | село Лермонтово | Лермонтово, Антарашен. |
| Фиолетово  | 1 200     | 65 км2  | село Фиолетово  | Фиолетово |

## Этимология
Название «Лори» (Լոռի) имеет армянское происхождение (от арм. «перепел»), впервые появилось в XI веке, когда царь Давид I Безземельный основал город-крепость Лори, ставший столицей царства Ташир-Дзорагет в 1065 году. Название «Лори» позже распространилось по региону и заменило первоначальное название Ташир.

## История
К раннему палеолиту относится стратифицированный памятник Куртан I, где найдены ашельские индустрии. По совокупности данных (абсолютные датировки подстилающих пеплов, палеомагнитные данные, возрастной диапазон найденных ранее зубов носорога), возраст культурных отложений Куртана I составляет ок. 1 млн лет.
С II века до н. э. по V век н. э. территория области входила в состав Великой Армении. С 861 года входила в состав Армянского царства при династии Багратидов. Впоследствии, феодальная раздробленность привела к образованию здесь в 978 году Ташир-Дзорагетского царства. Тогда брат царя Армении Смбата II — Гурген I получил титул царя, основав ташир-дзорагетскую линию Багратидов. Территория Ташир-Дзорагетского царства располагалась на территориях современных стран Армении, Грузии и Азербайджана. В 1118—1122 годах Лори завоевал царь Грузинского царства Давид IV Строитель и передал под управление рода Орбели. Через несколько лет после их неудачного восстания в 1177 году в 1185 году Лори был передан роду Закарян.
В 1280 году Лори завоевали монголы.
В 1286—1346 годах Георгий V Блистательный царь Грузинского царства вернул Лори.
В последующие годы вплоть до развала единой Грузии в 1490 году территория входила в состав Грузинского царства, после была в составе одного из грузинского царства.
В 1555 году после Мира в Амасье Лори перешла к Сефевидам административно войдя в Картли-Кахетинское валийство , в состав Картлийского царства.
В 1762—1801 годах была частью Картли-Кахетинского царства.
В 1801—1840 годах Лори входила в состав Грузинской губернии.
В 1840—1846 годах входила в состав Грузино-Имеретинской губернии.
В 1846—1917 годах в составе Тифлисской губернии.
В 1918 году после Армяно-грузинской войны в Лори формируется нейтральная зона.
7 июля 1921 года пленум Кавбюро при участии Сталина, а также народных комиссаров иностранных дел ССР Грузии и ССР Армении Сванидзе и Мравяна постановил присоединить к ССР Армении бывшую нейтральную зону Лори.

Современная Лорийская область была образована законом об административно-территориальном делении Республики Армения от 7 ноября 1995 года, в результате объединения Гугаркского, Таширского, Спитакского, Степанаванского и Туманянского районов Армении.
Название Лори происходит от армянского «лор» (арм. լոր) — перепел.

## География
Лорийская область имеет четко очерченные естественные границы и охватывает весь бассейн реки Дебед, имеет пересеченный горный рельеф: на ее территории протянулись Джавахетский хребет, Базумский хребет, Памбакский хребет, Гугаркский хребет, Вирахайоцский хребет и Халабский хребет. Особо выделяются котловины Лори, Памбак и Лорийское ущелье. Населенные пункты расположены на высоте от 520 до 1800 метров над уровнем моря.
Лорийская область богата лесами. В области развиты лесное хозяйство, а также свиноводство и овцеводство.

## Население

### Национальный состав
| Национальность        | Перепись 2001 года | Доля населения адм.-терр. единицы | Перепись 2011 года | Доля населения адм.-терр. единицы |
| --------------------- | ------------------ | --------------------------------- | ------------------ | --------------------------------- |
| Всё население         | 286 408            | 100 %                             | 235 537            | 100 %                             |
| Армяне                | 280 471            | 97,93 %                           | 231 066            | 98,10 %                           |
| Русские               | 3 882              | 1,36 %                            | 3 152              | 1,34 %                            |
| Езиды                 | 793                | 0,28 %                            | 652                | 0,28 %                            |
| Греки                 | 655                | 0,23 %                            | 360                | 0,15 %                            |
| Грузины               | Нет данных         | Нет данных                        | 100                | 0,04 %                            |
| Украинцы              | 138                | 0,05 %                            | 91                 | 0,04 %                            |
| Другие и не указавшие | 469                | 0,16 %                            | 116                | 0,05 %                            |

## Достопримечательности
В Лорийской области находятся памятники, включённые в список Всемирного наследия ЮНЕСКО — монастыри Ахпата и Санаина.

## Губернаторы[8]
- Ованес Матинян (1996—1997)
- Виген Хачатрян (1997)
- Степан Айвазян (1997—1998)
- Генрик Кочинян (1998—2006)
- Арам Кочарян (2006—2011)
- Артур Налбандян (2011—2018)
- Грант Маргарян (2018)
- Андрей Гукасян (2018—2020)
- Арам Хачатрян (2020—2024)
- Арам Казарян (2024—2025)[9]

## Фотогалерея

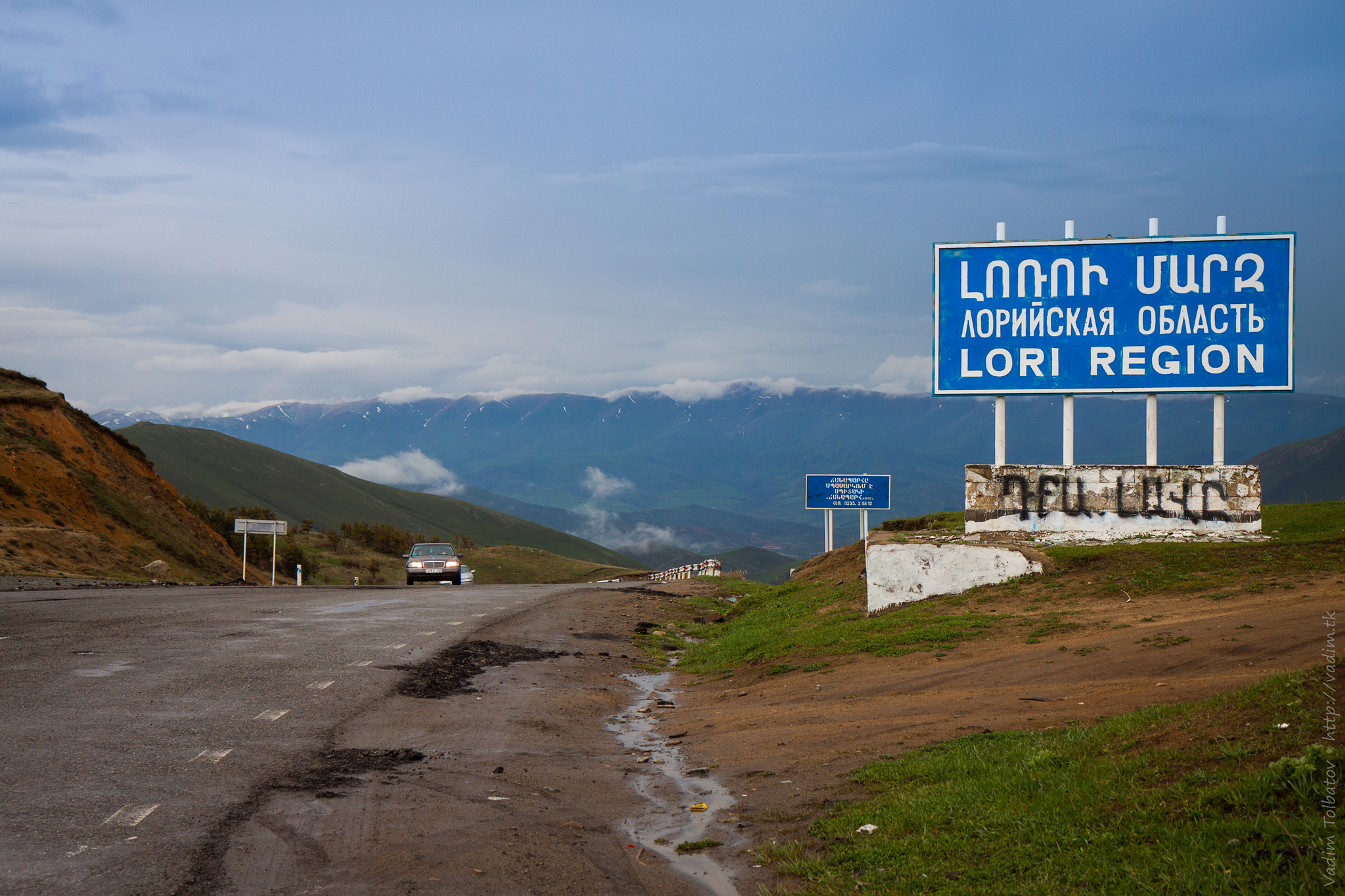
Въезд в Лорийскую область
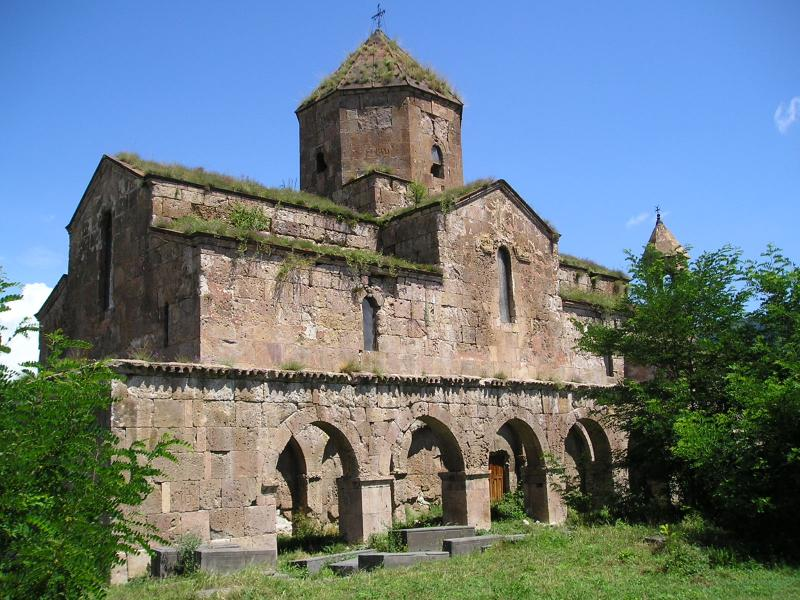
Монастырь Одзун, VI век
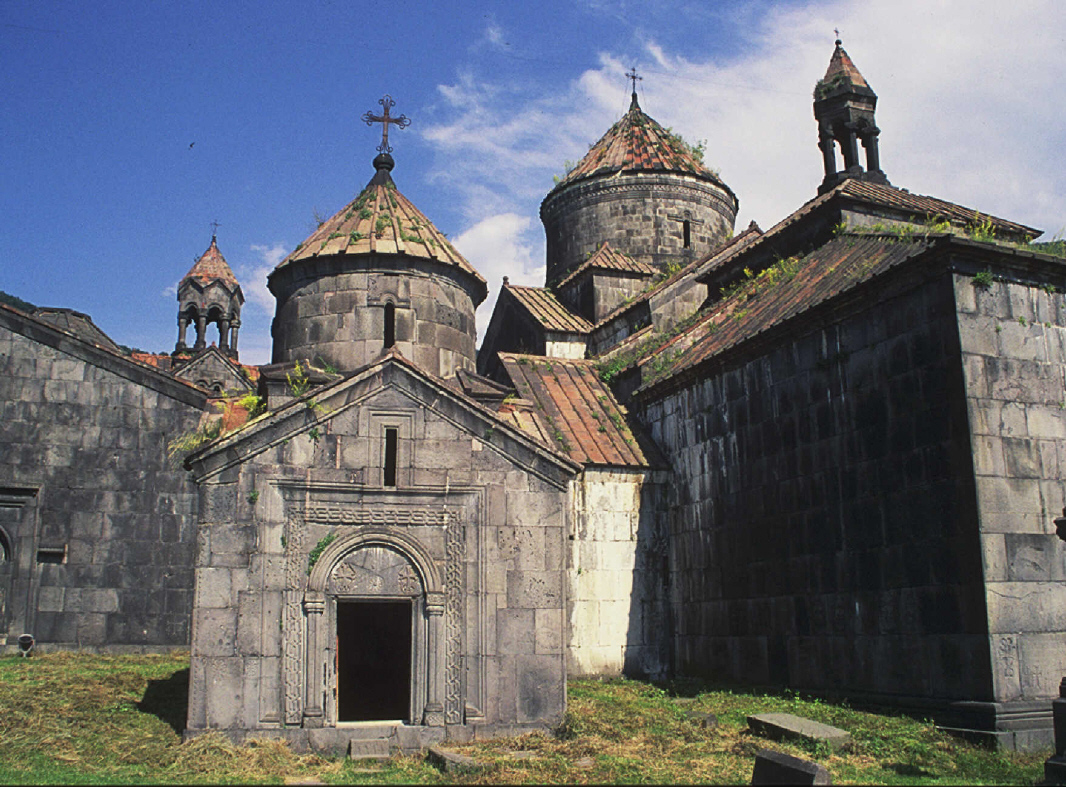
Монастырь Ахпат, X—XIII века
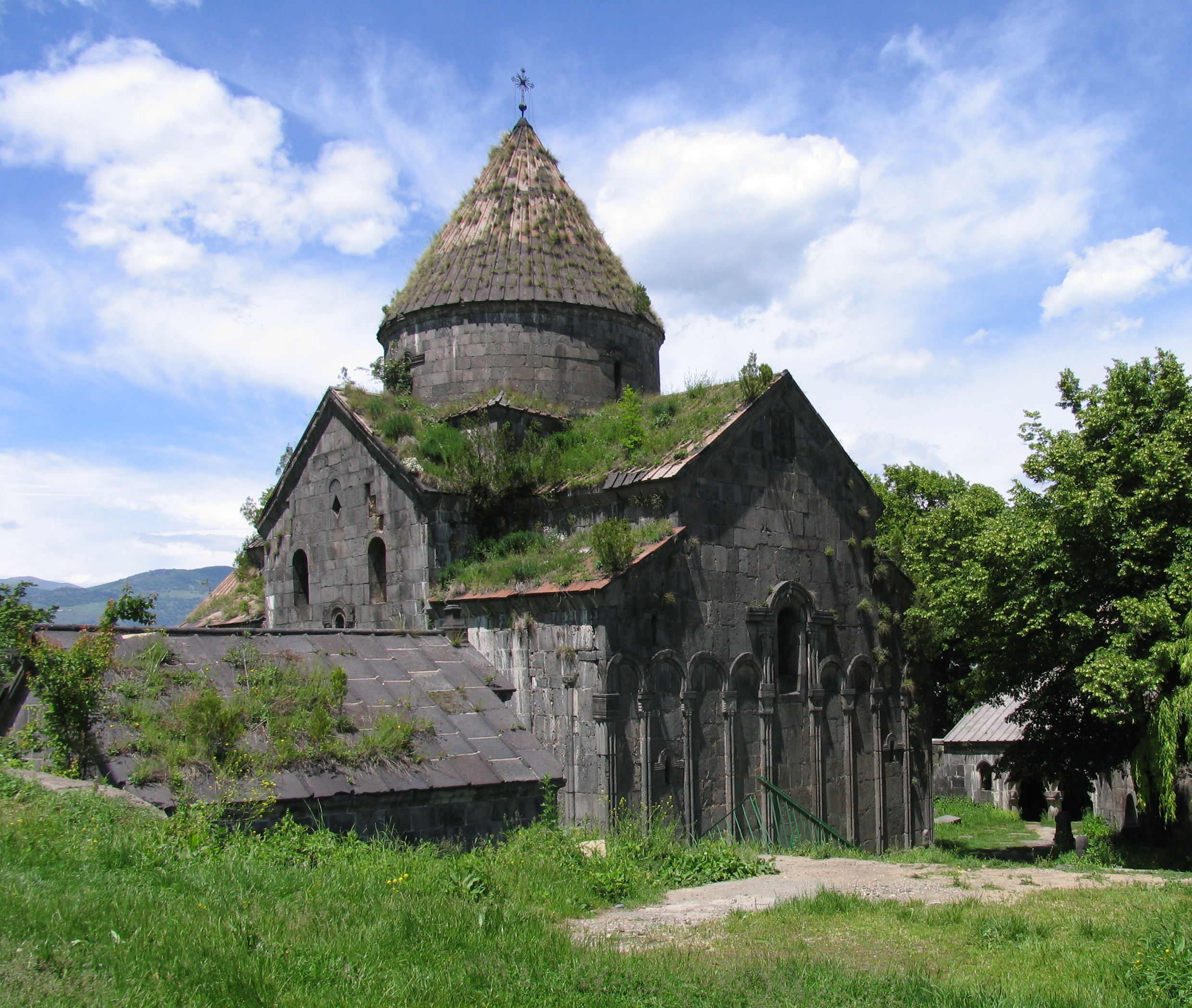
Санаинский монастырь, X—XII века
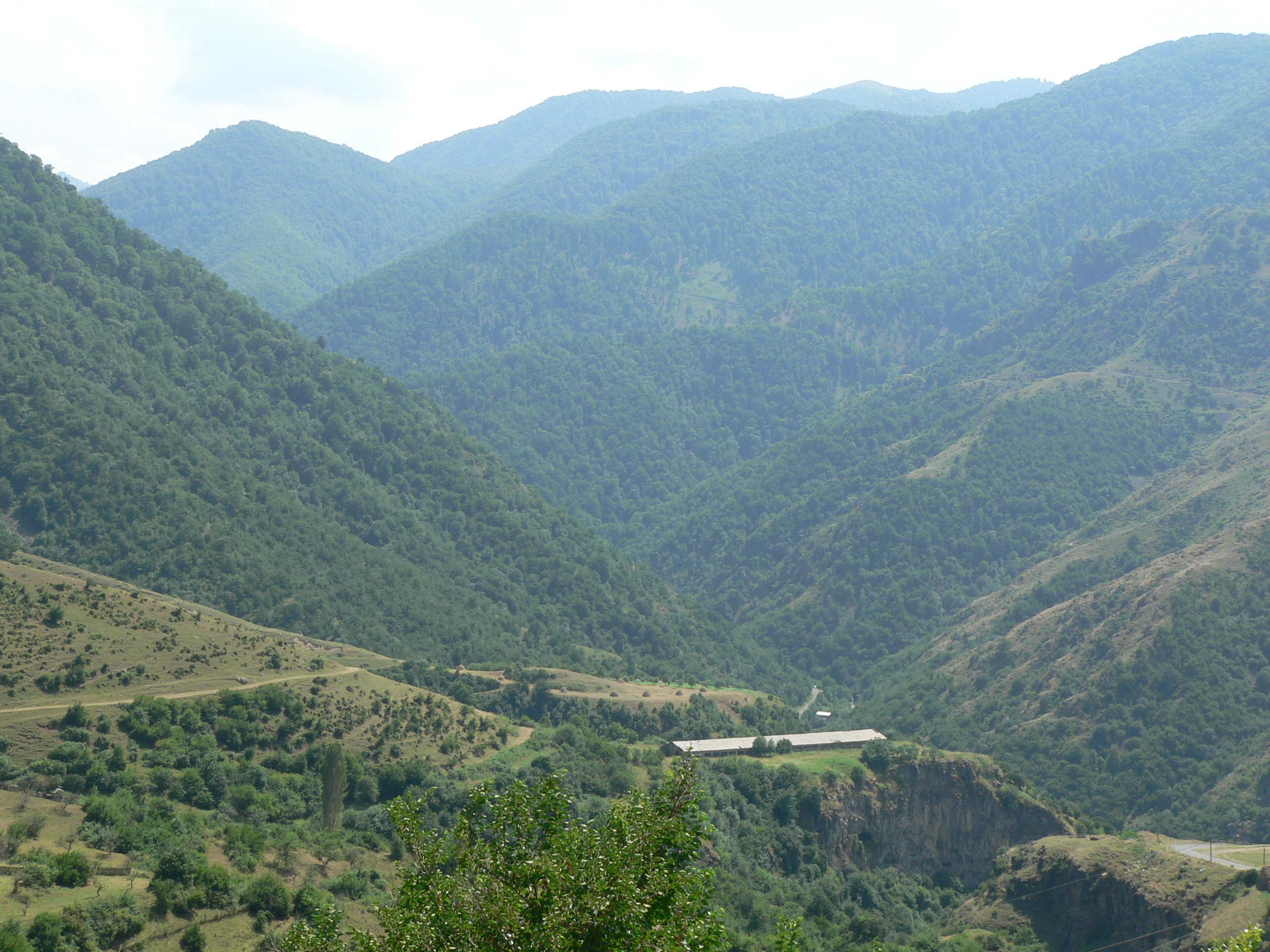
Каньон Лори
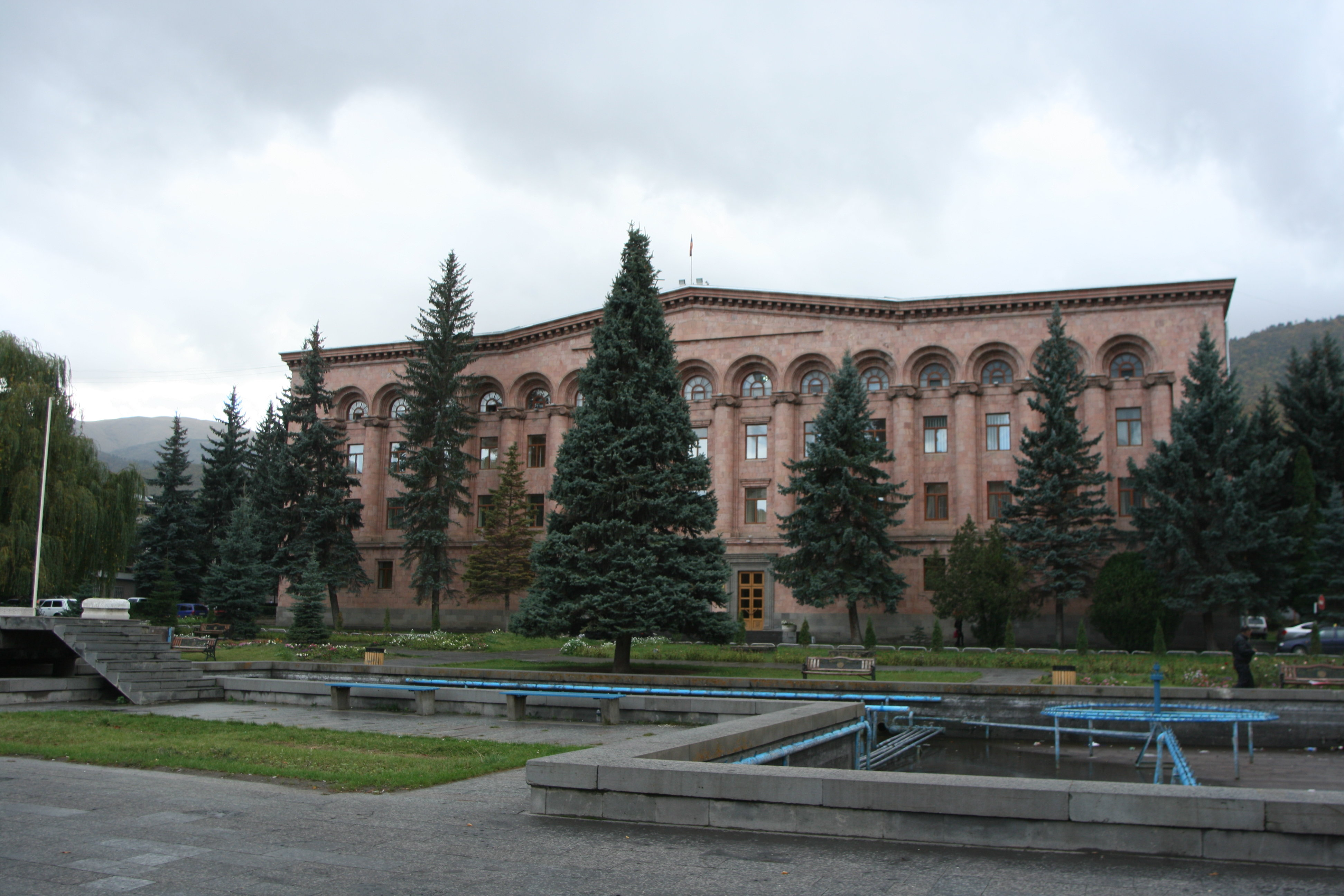
Здание администрации области Лори в Ванадзоре
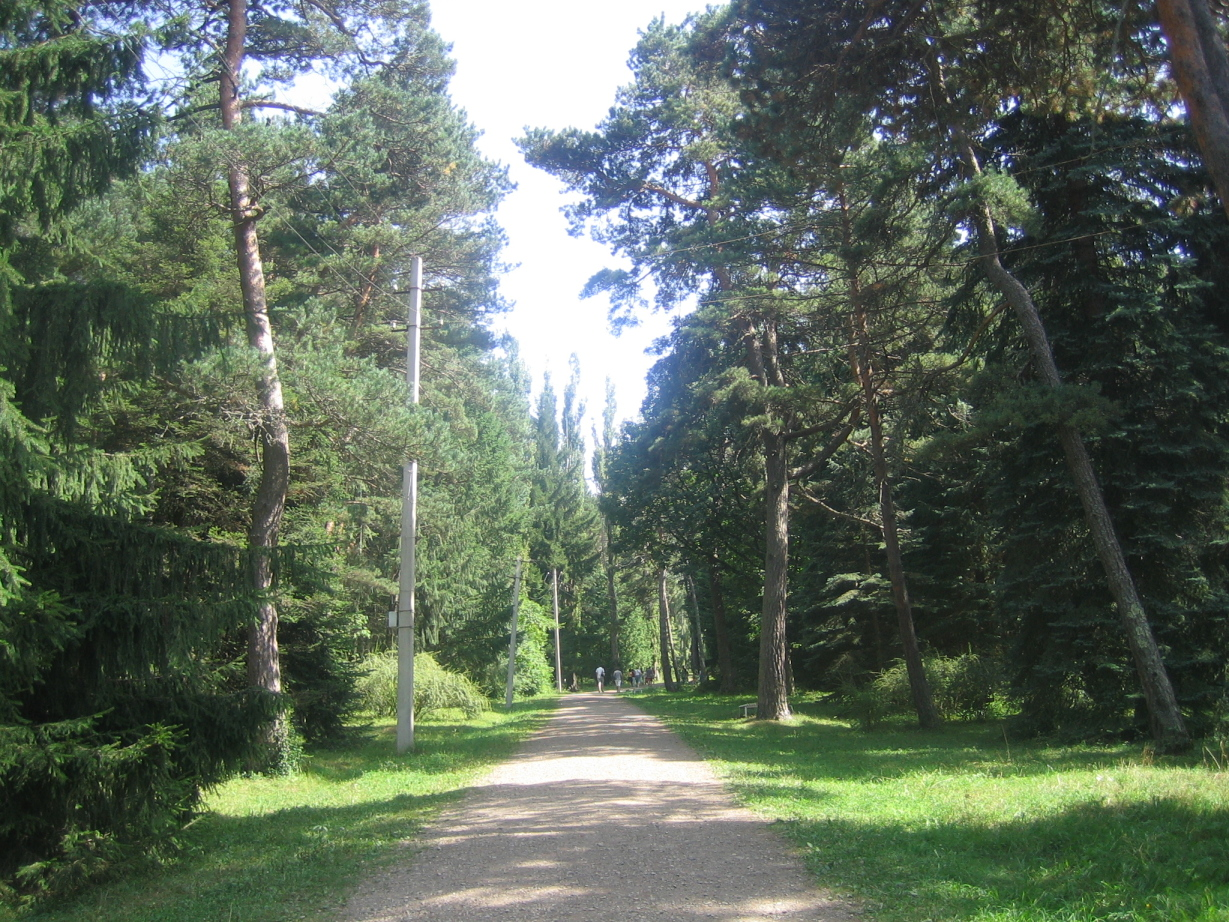
Степанаванский дендропарк
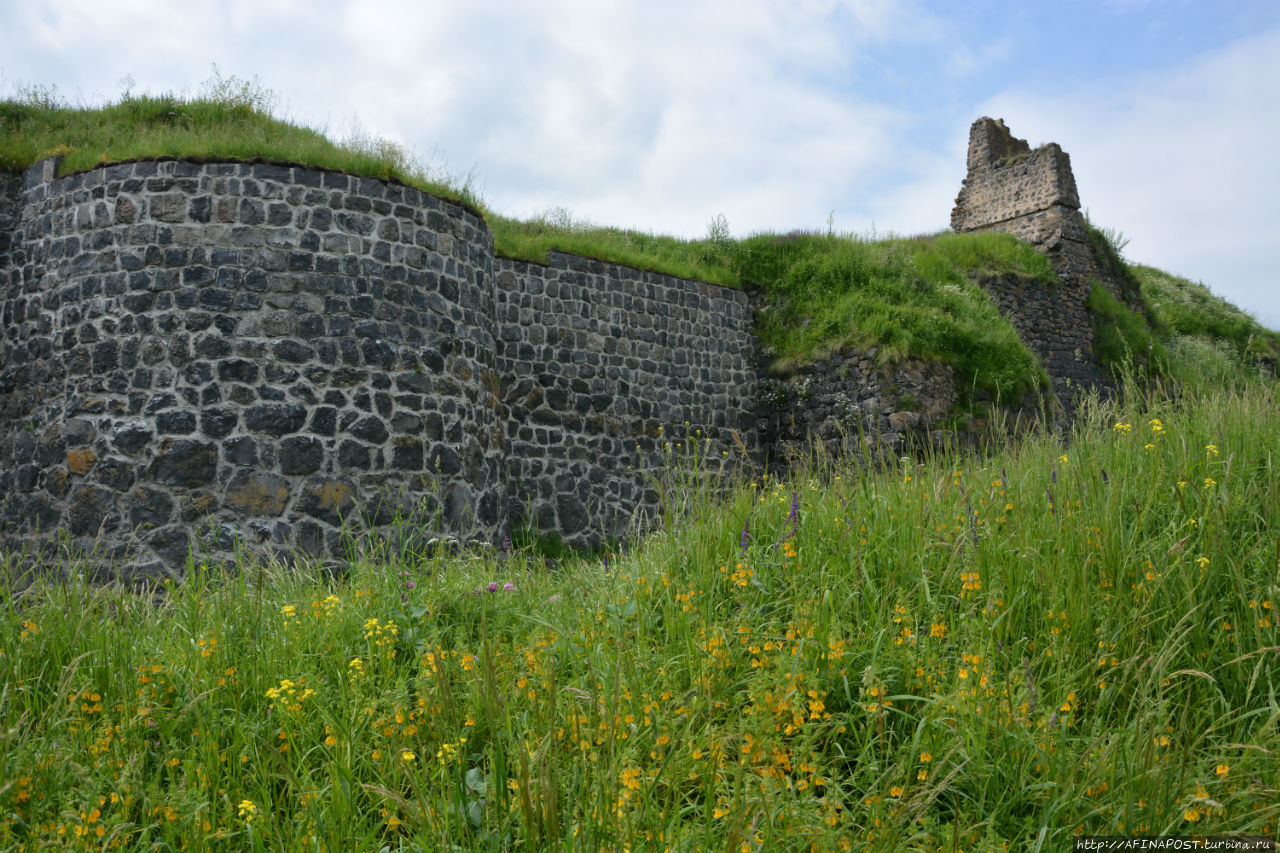
Лорийская крепость
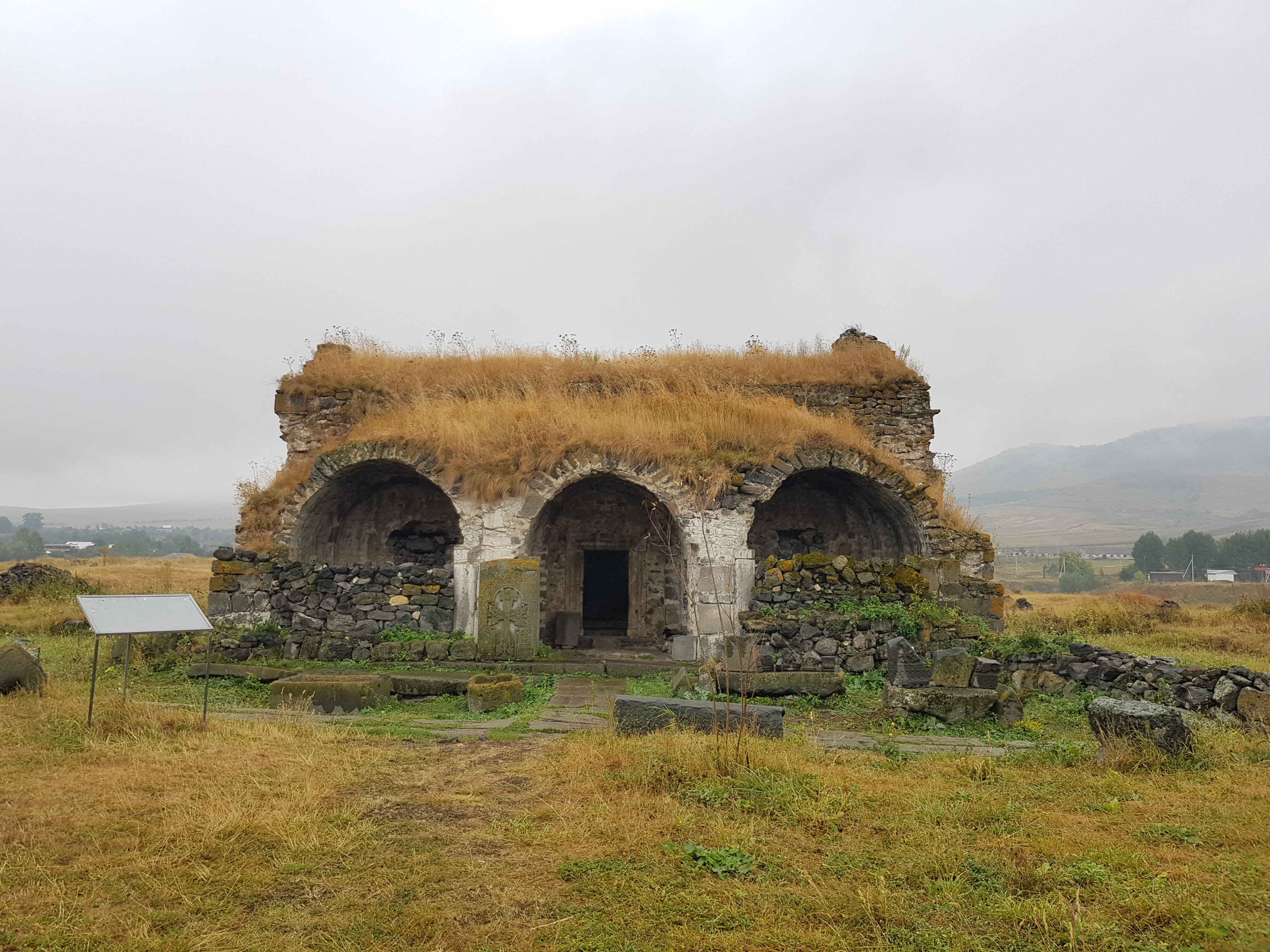
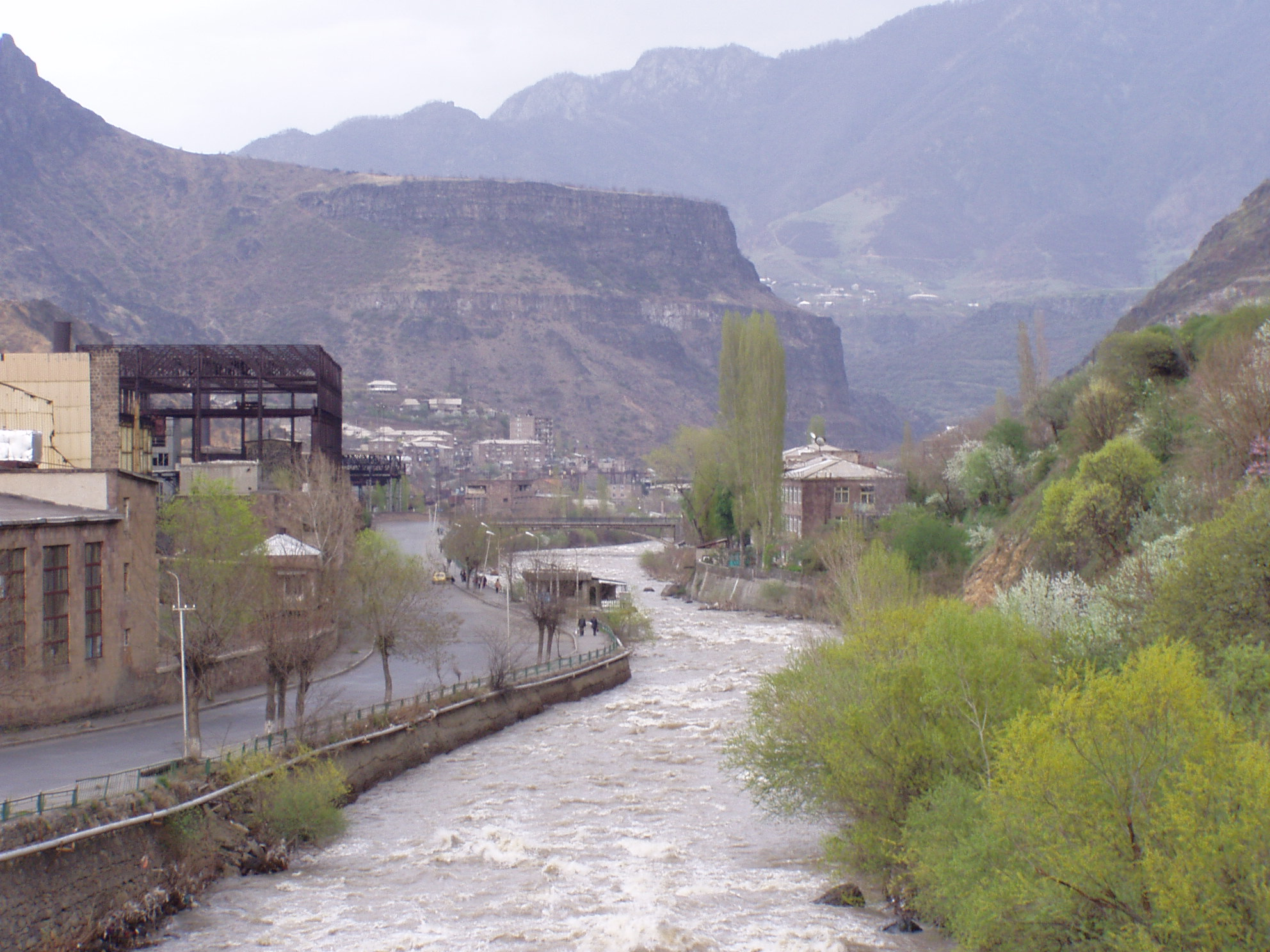
Город Алаверди и река Дебед
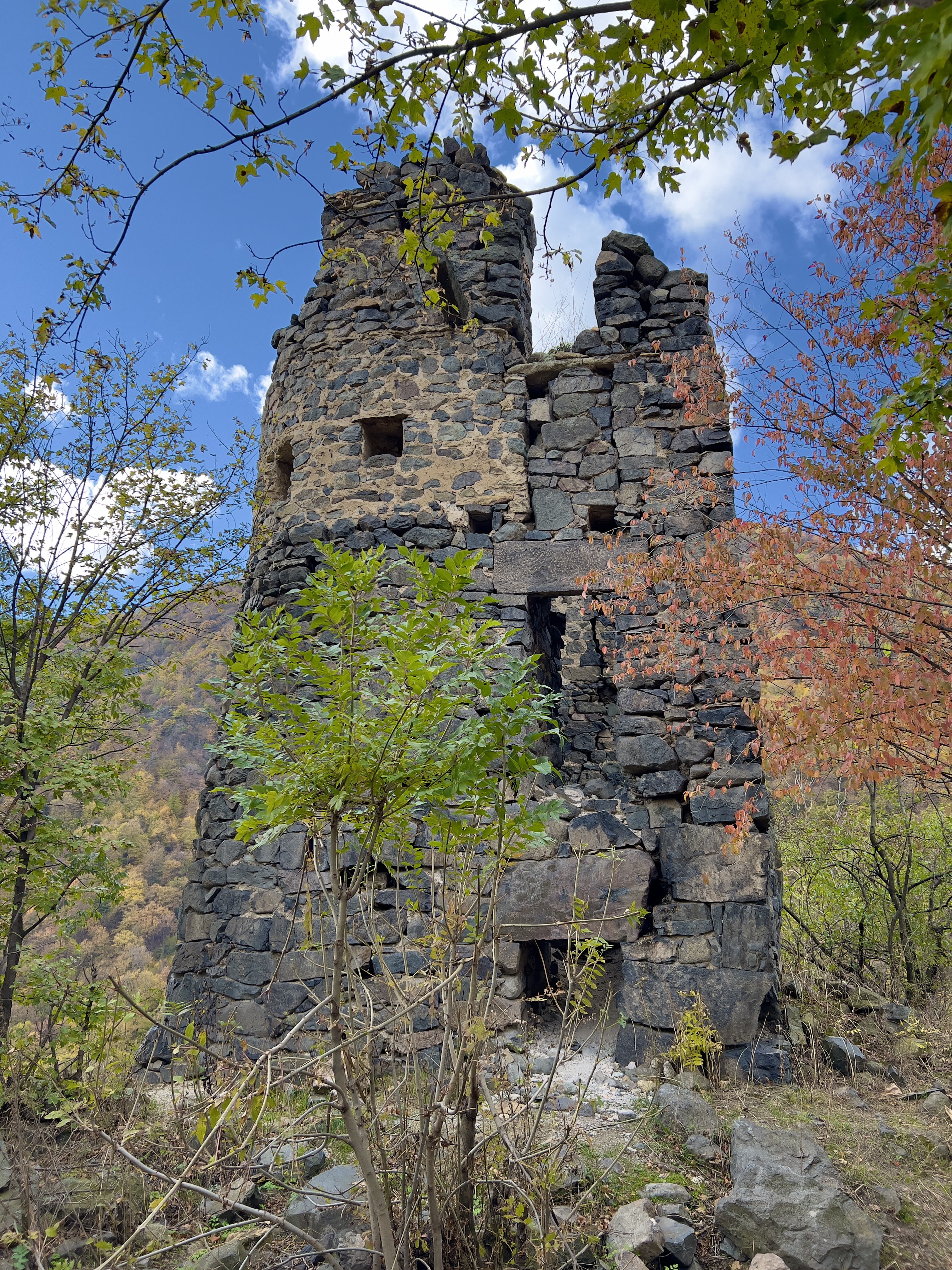
Останки крепости Седви
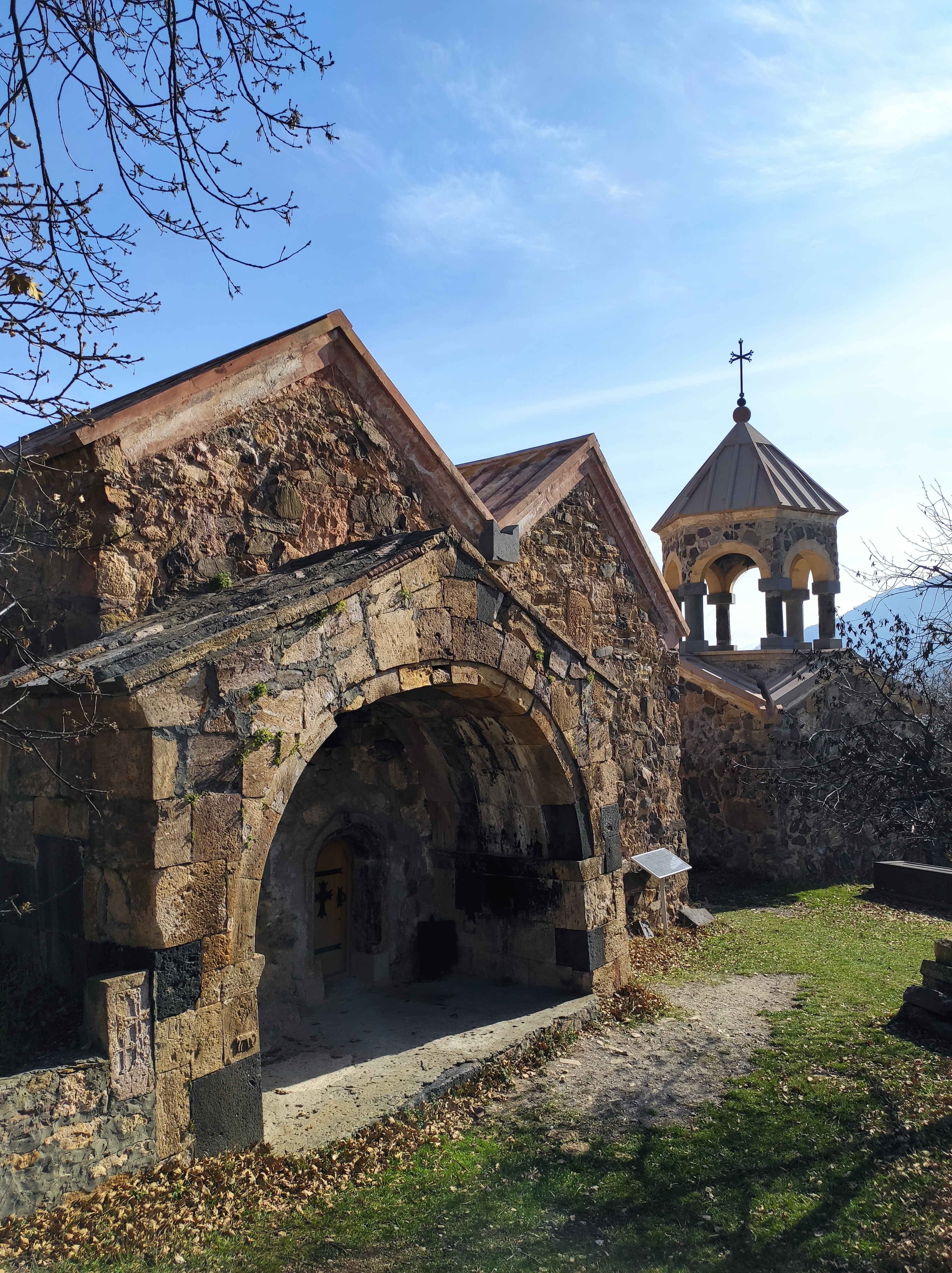
Монастырь Ардви, VIII век
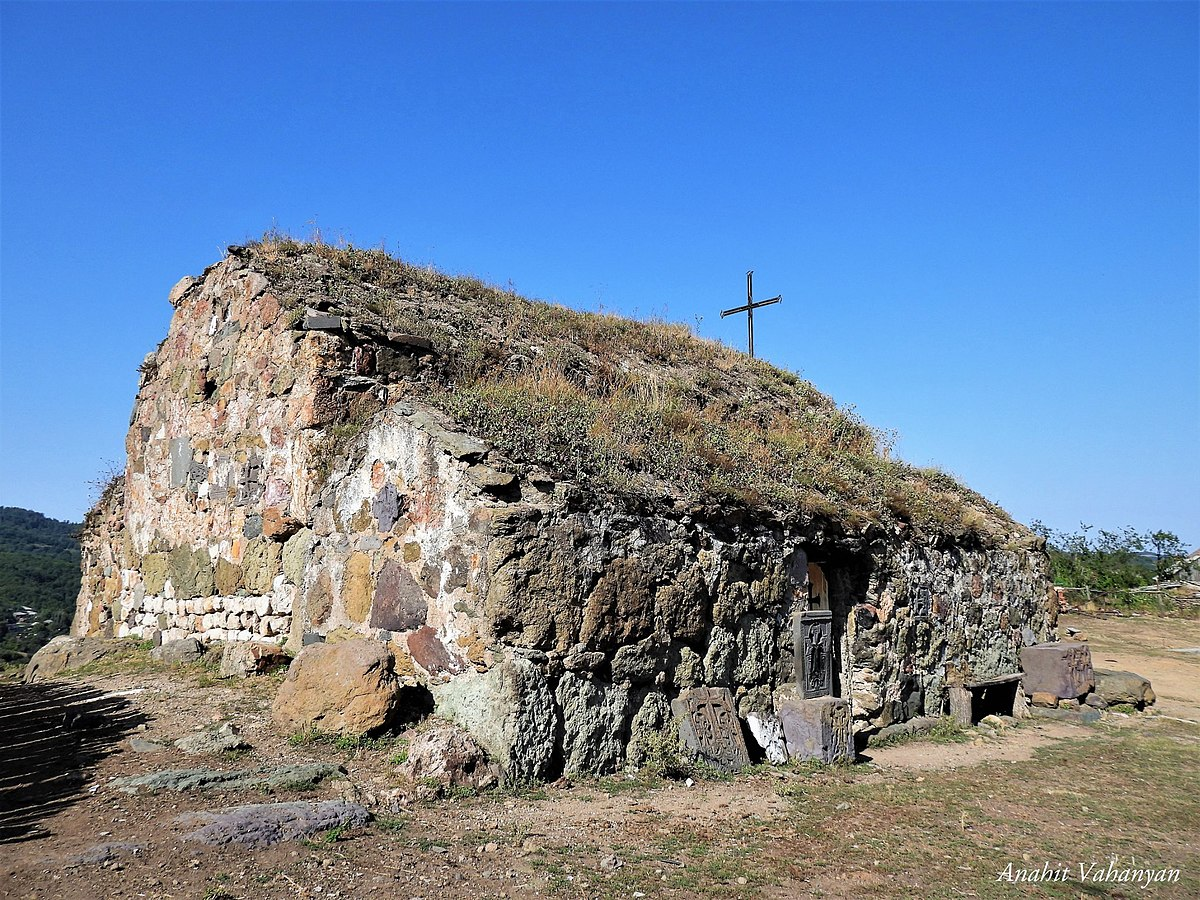
Церковь Святого Геворга в селе Бендик